# توشیهیده هیراتا
توشیهیده هیراتا (ژاپنی: 平田 俊英؛ زادهٔ ۱۱ اکتبر ۱۹۹۰) یک بازیکن فوتبال اهل ژاپن است.
از باشگاه‌هایی که در آن بازی کرده‌است می‌توان به باشگاه ورزشی یوکوهاما اشاره کرد.